# Сампрати
Сампрати — правитель империи Маурьев с 224 года до н. э. по 215 год до н. э. Он был сыном слепого Куналы и внуком Ашоки. В качестве императора Сампрати наследовал своему двоюродному брату Дашаратхе.

## Происхождение
Кунала был сыном главной жены Ашоки, Падмавати (которая исповедовала джайнизм), но вследствие заговора был ослеплен и лишен права претендовать на престол. Таким образом, наследником вместо Куналы стал Дашаратха. Кунала жил в Удджайне, и Сампрати воспитывался там.
Спустя годы Кунала и Сампрати подошли ко двору Ашоки и пытались добиться трона. Ашока не мог оставить трон своему слепому сыну, однако был впечатлен военным и управленческим мастерством Сампрати и объявил его преемником Дашаратхи. После смерти Дашаратхи Сампрати унаследовал трон империи Маурьев.

## Правление
Согласно джайнистской традиции Сампрати правил 53 года. Его наставлял монах-джайн Сухастин. Для распространения учения джайнизма Сампрати послал ученых джайнов за границу. До сих пор не исследовано, куда именно они пошли и на что оказали влияние. В джайнском тексте Паришистапарван утверждается, что Сампрати управлял и из Паталипутры, и из Удджайна.

## Сампрати и джайнизм
Император Сампрати малоизвестен в истории. Из-за его покровительства джайнизму и попыток его распространения в Восточной Индии его рассматривают как «джайнского Ашоку». Согласно джайнским историкам, Сампрати был более могущественен и известен, чем сам Ашока. Под влиянием Сухастина, ученика ачарьи Стхулибхадры, главнейшего святого джайнской общины в Махагири, Сампрати был обращен в джайнизм, первоначальную религию династии Маурьев. Сказано также, что Сампрати строил тысячи джайнских храмов в Индии, многие из которых все ещё используются, например, храмы в Вирамгаме и Палитане (Гуджарат), Агар Мальве (Удджайн). Он основывал монастыри джайнов даже за пределами Индии. Почти все древние храмы джайнов или памятники неизвестного происхождения обычно приписываются ему.
Согласно джайнским текстам, у Сампрати не было детей. Он объяснял это следствием своей кармы и поэтому скрупулезно соблюдал религиозные обычаи.